# Tour d'Italie 1928
La 16e édition du Tour d'Italie s'est élancée de Milan le 12 mai 1928 et est arrivée à Milan le 3 juin. L'Italien Alfredo Binda, vainqueur de 6 des 12 étapes, s'y est imposé pour la troisième fois.

## Équipes participantes
- Alcyon
- Bianchi
- Diamant
- Legnano
- Touring
- Wolsit
- Indépendant

## Classement général
| Classement général final |                   |
| --- | ----------------- |
| \| 1. Alfredo Binda \| 114 h 15 min 19 s \| \| 2. Giuseppe Pancera \| à 18 min 13 s \| \| 3. Bartolomeo Aymo \| à 27 min 25 s \| \| 4. Victor Fontan \| à 31 min 30 s \| \| 5. Egidio Picchiottino \| à 36 min 23 s \| \| 6. Aristide Cavallini \| à 40 min 34 s \| \| 7. Amulio Viarengo \| à 52 min 19 s \| \| 8. Albino Binda \| à 54 min 53 s \| \| 9. Giovanni Brunero \| à 1 h 13 min 00 s \| \| 10. Pietro Chiesi \| à 1 h 14 min 07 s \| \| 298 partants, 126 arrivés \| \| |                   |
| 1. Alfredo Binda | 114 h 15 min 19 s |
| 2. Giuseppe Pancera | à 18 min 13 s     |
| 3. Bartolomeo Aymo | à 27 min 25 s     |
| 4. Victor Fontan | à 31 min 30 s     |
| 5. Egidio Picchiottino | à 36 min 23 s     |
| 6. Aristide Cavallini | à 40 min 34 s     |
| 7. Amulio Viarengo | à 52 min 19 s     |
| 8. Albino Binda | à 54 min 53 s     |
| 9. Giovanni Brunero | à 1 h 13 min 00 s |
| 10. Pietro Chiesi | à 1 h 14 min 07 s |
| 298 partants, 126 arrivés |                   |

## Étapes
| Étape     | Date     | Villes étapes      | km  | Vainqueur d'étape   | Leader du classement général |
| 1re étape | 12 mai   | Milan – Trente     | 233 | Domenico Piemontesi | Domenico Piemontesi          |
| 2e étape  | 14 mai   | Trente - Forlì     | 312 | Alfredo Binda       | Domenico Piemontesi          |
| 3e étape  | 16 mai   | Predappio - Arezzo | 148 | Alfredo Binda       | Domenico Piemontesi          |
| 4e étape  | 18 mai   | Arezzo - Sulmona   | 327 | Alfredo Binda       | Alfredo Binda                |
| 5e étape  | 20 mai   | Sulmona - Foggia   | 254 | Alfredo Binda       | Alfredo Binda                |
| 6e étape  | 22 mai   | Foggia - Naples    | 248 | Domenico Piemontesi | Alfredo Binda                |
| 7e étape  | 24 mai   | Naples - Rome      | 275 | Domenico Piemontesi | Alfredo Binda                |
| 8e étape  | 26 mai   | Rome - Pistoia     | 323 | Albino Binda        | Alfredo Binda                |
| 9e étape  | 28 mai   | Pistoia - Modène   | 206 | Domenico Piemontesi | Alfredo Binda                |
| 10e étape | 30 mai   | Modène - Gênes     | 270 | Alfredo Binda       | Alfredo Binda                |
| 11e étape | 1er juin | Gênes - Turin      | 295 | Alfredo Binda       | Alfredo Binda                |
| 12e étape | 3 juin   | Turin - Milan      | 251 | Domenico Piemontesi | Alfredo Binda                |

## Sources
- (nl) Cet article est partiellement ou en totalité issu de l’article de Wikipédia en néerlandais intitulé « Ronde van Italië 1928 » (voir la liste des auteurs).